# 德斯多夫
德斯多夫是德国莱茵兰-普法尔茨州的一个市镇。总面积4.87平方公里，总人口448人，其中男性215人，女性233人（2011年12月31日），人口密度92人/平方公里。